# Eva Schalkbrug
De Eva Schalkbrug (brug 997) is vaste brug voor voetgangers en fietsers in Amsterdam-Noord. Ze is gelegen in het Noorderpark en overspant zowel een deel van het park als het Noord-Hollandsch Kanaal.
In de jaren nul en tien van de 21e eeuw werd als gevolg van de aanleg van de Noord-Zuidlijn de gehele omgeving hier aangepast. De Nieuwe Leeuwarderweg werd verlaagd en de hier verspreid liggende parken werden samengevoegd tot het Noorderpark. Het nieuwe park bleef daarbij echter in tweeën gedeeld door het Noord-Hollandsch Kanaal. Het werd daarbij noodzakelijk geacht die tweedeling te verminderen door de aanleg van deze brug, dat ook een deel viaduct is. Architectenbureau West 8, dat sinds 2003 betrokken was bij de herinrichting van park en omgeving ontwierp daarvoor een 150 meter lange brug die deels over het oude oostelijke deel van het Volewijkspark ligt, vervolgens het kanaal kruist en op de westoever daarvan landt in het oude Florapark-gedeelte. De brug is ontworpen in de stijl van de andere bruggen hier (Hederabrug (brug 998), Klimopbrug (brug 999), brug 1000), maar is soberder van stijl. Die bruggen worden ondersteund door betonnen pijlers/jukken, terwijl deze brug wordt gedragen door stalen pijlers. De geprefabriceerde onderdelen werden per schip aangevoerd en deels door middel van een drijvende bok op hun plaats gehesen. De grootste uitdaging daarbij werd gevormd door het 34 meter lange en 71 ton zware stalen middendeel dat in juli 2017 over het kanaal kwam te liggen. Het moest precies passen op de hier afwijkende brugpijlers, die metalen kruizen vormen (de andere pijlers zijn rechte staanders), die de bijnaam ballerina’s kregen. Om die twee pijlers te beschermen werden stroomop- en afwaarts dukdalven geplaatst. Tussen die twee pijlers wordt de overspanning extra ondersteund door een metalen constructie. Net als haar eerder genoemde zusjes zijn de balustrades uitgevoerd in gegoten aluminium met bladmotieven.
Op 3 september 2017 werd de brug geopend, waarbij al meegedeeld werd dat over dat kanaal nog een soortgelijke brug zou komen. De brug maakt deel uit van doorlopende fietsroutes door Amsterdam-Noord. Voor de aanleg van de brug sneuvelden in eerste instantie meer dan 100 bomen, na de oplevering van de brug werden ter plaatse nieuwe bomen geplant. De brug kreeg toen de naam Noorderparkbrug mee. Op 21 december 2017 nam de Amsterdamse gemeenteraad een voorstel over van Stadsdeel Noord om de brug te vernoemen naar Eva Schalk. Eva Schalk (Buiksloot, 22 mei 1890 – Hengelo, 18 maart 1978) is dochter van veehouder, gemeenteraadslid en dijkgraaf Govert Schalk en predikantsdochter Anna Maria Paris. Ze was vanaf 1931 voorzitter van het bestuur van de Banne Buiksloot (in 1928 aanvaardde ze de functie niet) en vanaf 1936 hoofdingeland van het Hoogheemraadschap Buikslotermeer. In de jaren zestig zag ze dat Amsterdam de in 1921 geannexeerde gemeente Buiksloot volbouwde. Daarbij werd zij als eigenaar van haar landerijen onteigend en was dermate teleurgesteld dat ze naar Borne, Overijssel vertrok.

## Galerij

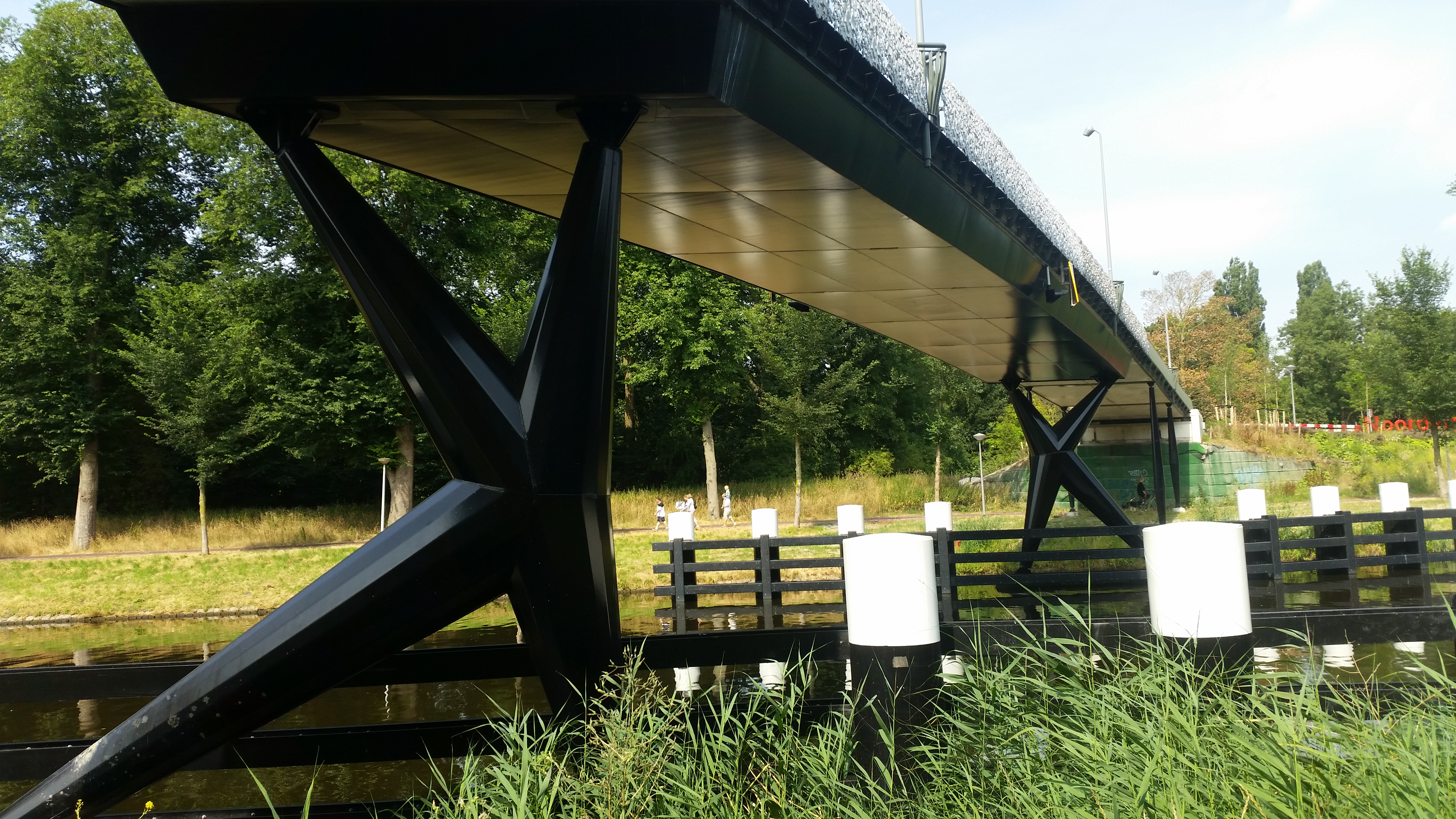
Brugpijlers
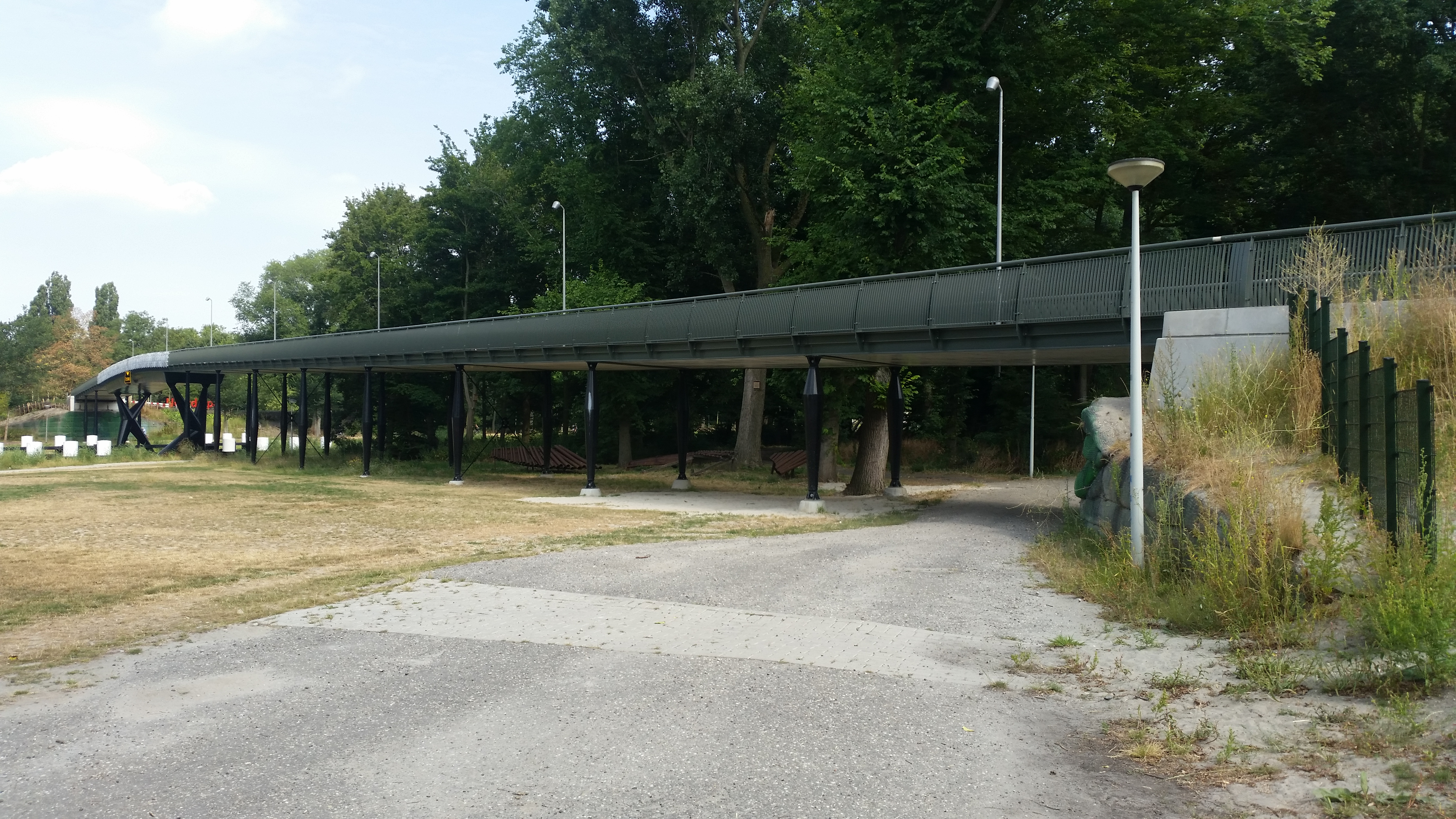
Pijlerviaduct
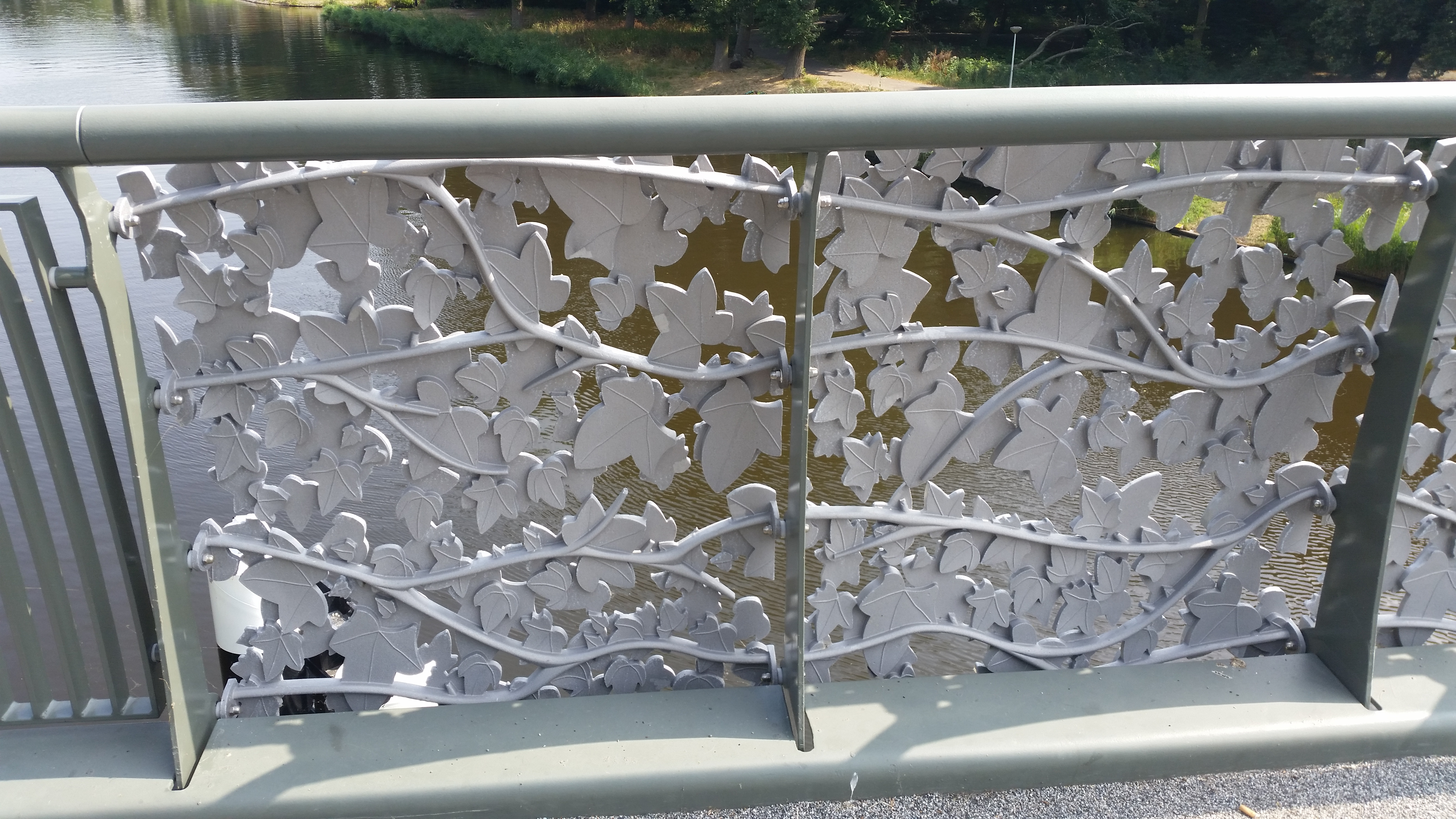
Hederamotief in leuning
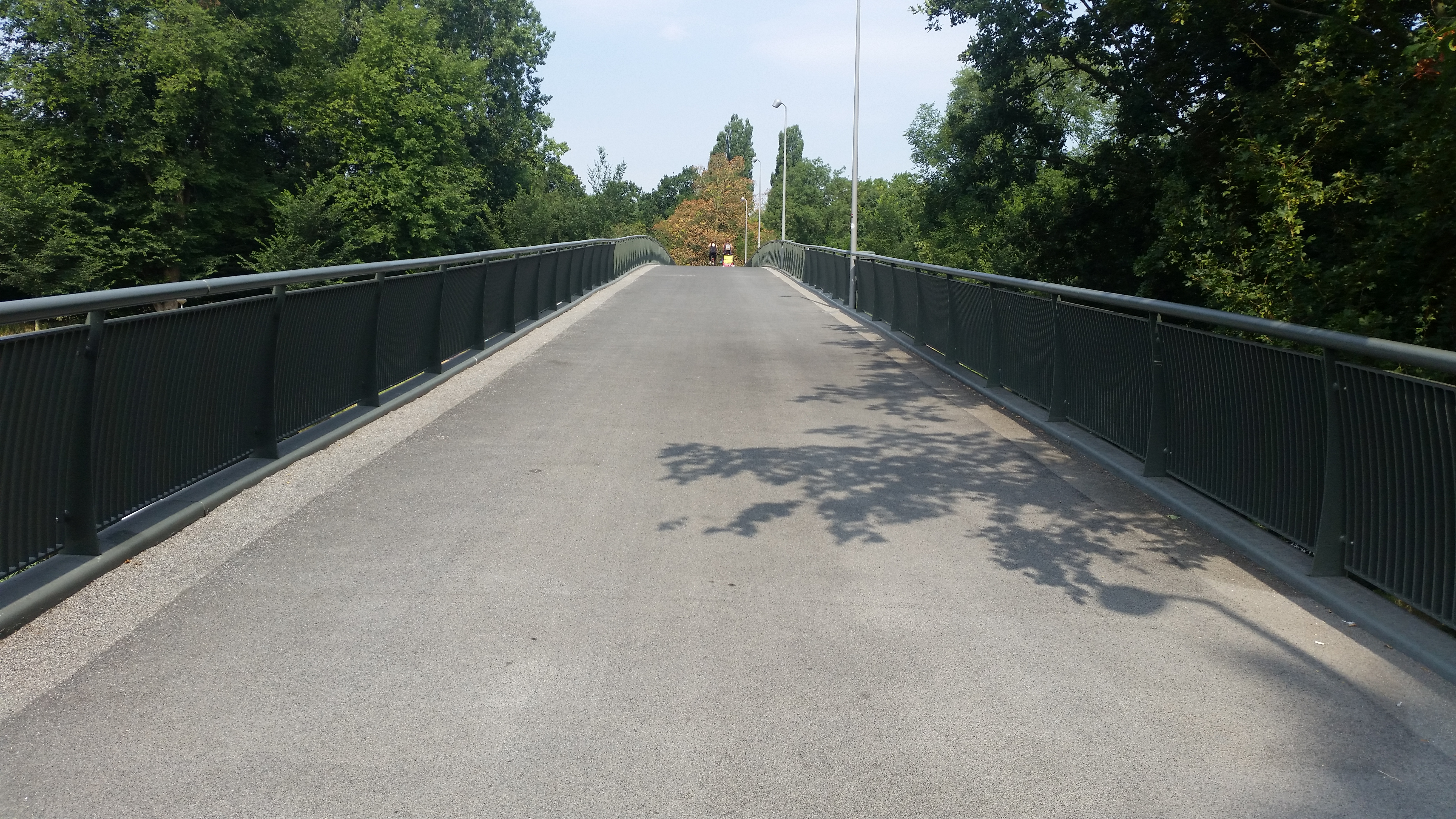
Zicht vanop het brugdek

<<< · 900 · 901 · 904 · 905 · 906 · 907 · 908 · 909 · 912 · 913 · 914 · 915 · 916 · 917 · 918 · 919 · 920 · 923 · 924 · 930 · 932 · 933 · 934 · 935 · 936 · 937 · 939 · 943 · 944 · 945 · 946 · 947 · 948 · 949 · 950 · 951 · 952 · 953 · 954 · 956 · 957 · 958 · 959 · 960 · 961 · 962 · 963 · 964 · 965 · 966 · 967 · 968 · 970 · 971 · 972 · 973 · 974 · 975 · 978 · 979 ·  980 · 981 · 984 · 985 · 986 · 987 · 988 · 989 · 990 · 991 · 992 · 993 · 994 · 995 · 996 · 997 · 998 · 999 · >>>
Brugnummers  902, 903, 910, 911, 920, 921, 922, 925, 926, 927, 928, 929, 931, 937, 938, 940, 941, 942, 955, 969, 976, 977, 982, 983 zijn niet (meer) vergeven.